# Андріїв (руське місто)
Андріїв (д.-рус. Андрѣев) — місто в Галицько-Волинській Русі, на річці Влодавці (pl:Włodawka) (притока Західного Бугу), нині село Анджеюв у гміні Уршулін Люблінського воєводства Польщі..

## Історія
Згадується в  Іпатіївському літописі під 1245 роком:

Минуло небагато часу, приїхали ляхи і воювали близько Андрєєва. Почувши про це,  Данило-князь і його брат  Василько з'єднали свої сили, і веліли побудувати пороки та інші стінобитні гармати для взяття міста, і пішли на місто Люблін.
Оригінальний текст (давньоруська)
Малу же времини минувшу, приѣхавъши же ляхове и воеваша около Андрѣева. Услышавъ же Данило князь со братомъ Василкомъ, совокупиша силу свою и повелѣста престроити праща и иныие сосудыи на взятье града, и придоста на градъ Люблинъ
Володимир Нерознак припустив етимологію: «Назва за формою прикметник, утворений від власного імені Андрѣй (д.-рус. Ондрѣй)».. У той же час, Леонтій Войтович пов'язує виникнення міста з волинським князем Андрієм Володимировичем, який правив у 1119-1135 роках.